# Zandera
Zandera é um género botânico pertencente à família Asteraceae.

## Espécies
- Zandera andersoniae (Turner) D.L.Schulz
- Zandera blakei (McVaugh & Lask.) D.L.Schulz
- Zandera hartmanii (Turner) D.L.Schulz[1]